# Острозька ординація

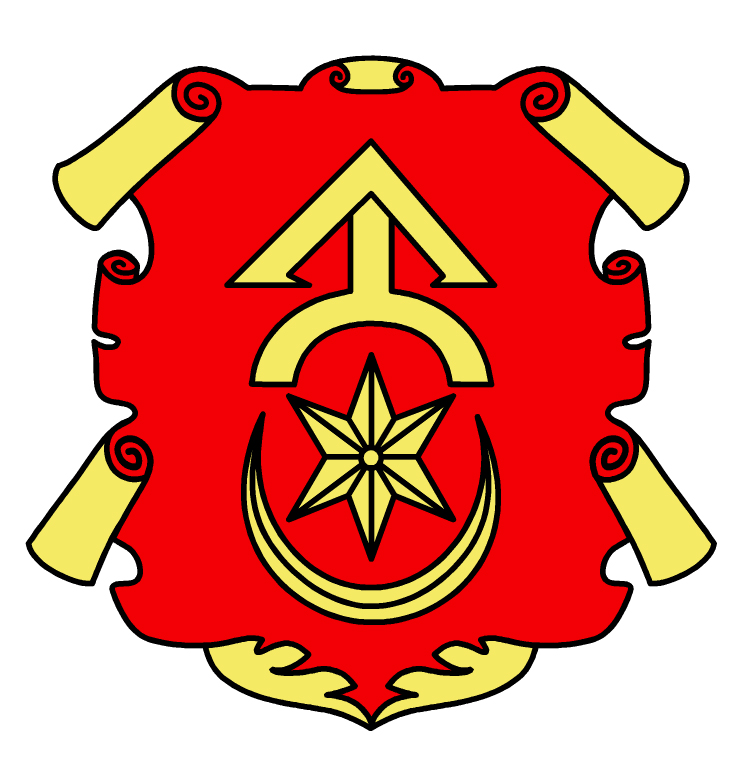
Герб князів Острозьких-Заславських — символ майорату

Острозька ординація, Острозький майорат (пол. Ordynacja ostrogska), рідше Дубенська ординація — неподільність земель, які належали князям Острозьким, встановлена Янушем Васильовичем Острозьким (*1554 — †1620) і затверджена у 1609 році Сеймом Речі Посполитої. До складу Острозького майорату входило 24 міста і 600 сіл. Проіснувала до 7 грудня 1753 року.

## Історія

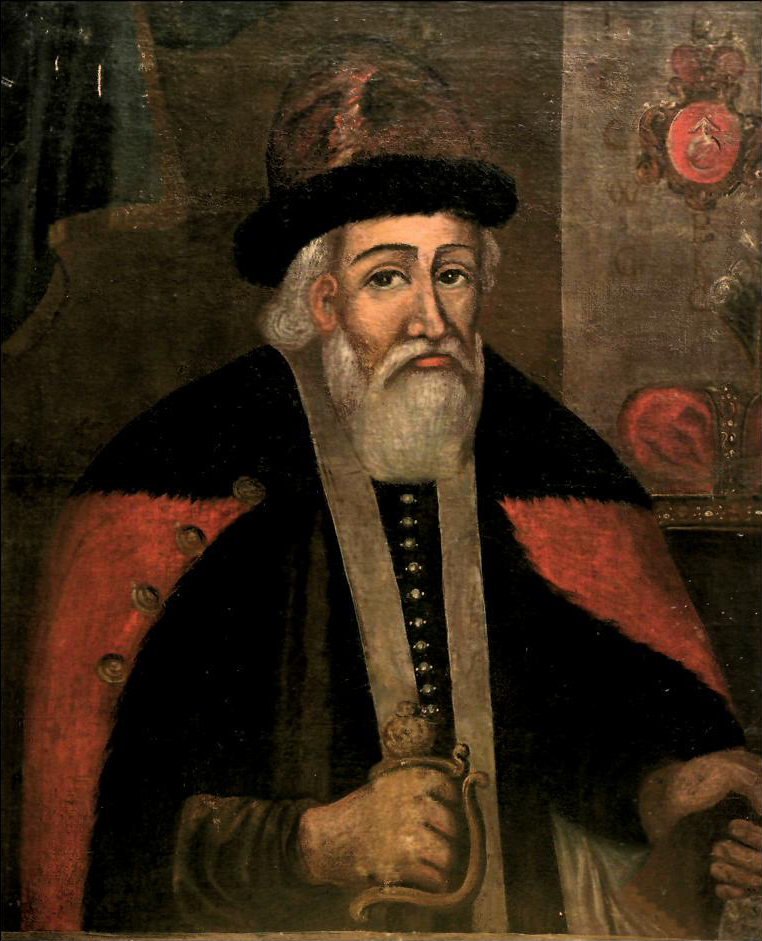
Януш Острозький — засновник майорату

У 1609 році краківський каштелян князь Януш Острозький отримав дозвіл на заснування ординації з метою неподільності власної спадщини. Тим самим дозволом на території Острозької ординації встановлювалося земське право.
Згідно із заповітом Януша Васильовича, Острозький майорат мав перейти в спадщину до старшого сина Олександра Янушовича Заславського (*1581 — †1629) і його дружини Евфрузини Янушівни Острозької (*1605) й далі передаватися старшому в родині наступнику чоловічої статі. У разі припинення роду Заславських, Острозький майорат повинен був перейти до лицарів Мальтійського ордену. Проте останній Острозький ординат Санґушко Януш Олександр за підмовою Авґуста Чорторийського роздарував Острозький майорат, що було оформлено Кольбушівською трансакцією від 7 грудня 1753 року. Дана подія стала потрясінням для Речі Посполитої і викликала суперечки. Конфлікт між магнатською групою «Фамілія» та королівським двором призвів до збройного протистояння, великий коронний гетьман Ян Клеменс Браницький захопив і утримував найбільший замок ординації — Дубенський. Януша Олександра Санґушка хотіли визнати в судовому порядку неправомочним. Нарешті 1766 року Сейм дав офіційну згоду на розформування Острозького майорату, за умови відрахування з тих маєтностей 300 тис. золотих річно до державної скарбниці на утримання війська Речі Посполитої. У 1775 році за рахунок частини цієї суми було задоволено і претензії мальтійців: 120 тисяч річно передбачалося на утримання командорства і преора в Речі Посполитій, четверту частину цієї суми відраховувалося на Мальту. В 1788 році Сейм ухвалив інакший розподіл 300 тис. золотих.

## Військо

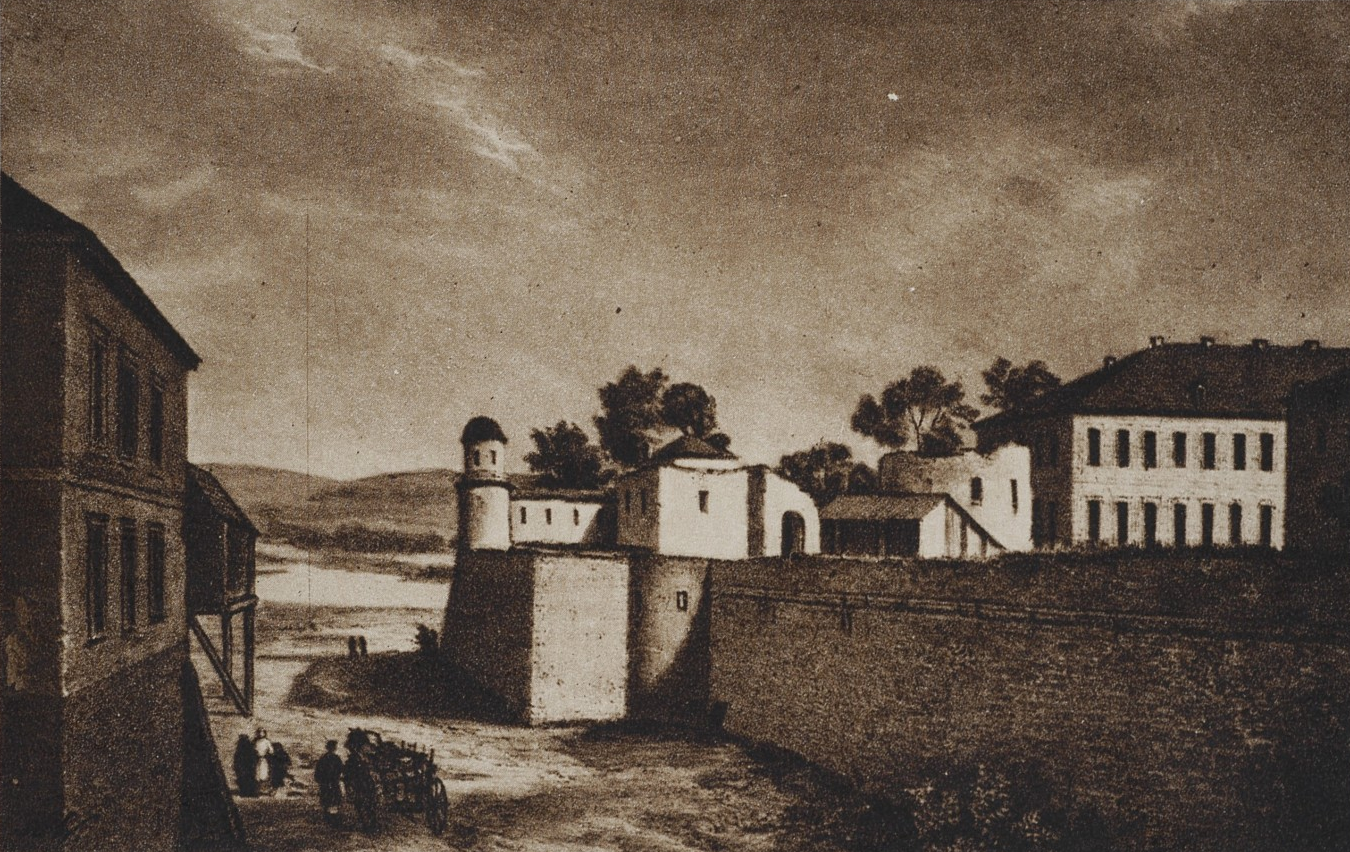
Вигляд Дубенського замку

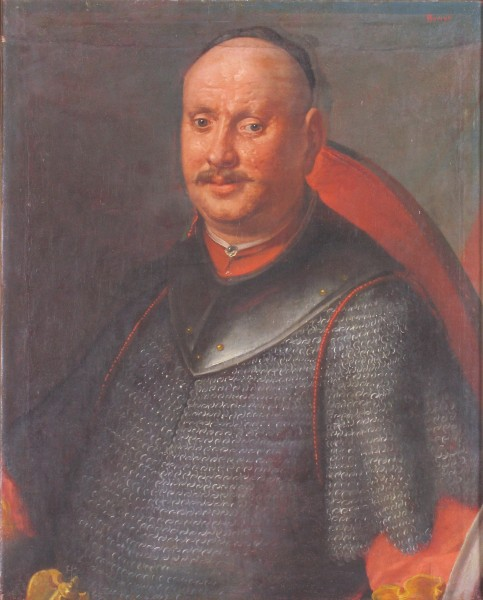
Казимир Борейко — поручник хоругви латників майоратського полку

За статутом Острозького майорату, ординат зобов'язувався утримувати в бойовому порядку усі замки на території майорату, виставляти в разі потреби «острозьку міліцію» — 300 осіб, за пізнішими даними — 6000 вояків і користуватися гербом князів Острозьких-Заславських.
Крім Острозького, ще чотири майорати утримували військо на потребу Речі Посполитої: Замойський, Слуцький, Клецький i Олицький. Вояки отримували платню зі скарбниці ордината і підпорядковувалися йому безпосередньо. Єнджей Китович так змалював військо Острозького майорату часів князя Януша Олександра Санґушка:

Ostrogskiej albo dubieńskiej ordynacji piechota chodziła w prostych botach chłopskich z podkówkami i odarto; dragonia dubieńska noszona była porządnie, jako zawsze na oczach książęcia ordynata zostająca, który że miał upodobanie w dawaniu ognia, przeto była w nim doskonale wyćwiczona. Albowiem książę ordynat dzień w dzień lusztykujący z gościami i domowymi, raz po raz wychodził do niej na galerią, sam ją do ognia musztrując; trzymał duży kielich w ręku z winem, komenderując dragonią językiem niemieckim według zwyczaju powszechnego: «Macht ajch fertych, szlacht an, fajer», a gdy dragonia dała za tym słowem ognia, on wtenczas duszkiem wlał w siebie kielich wina.

Комендант Дубенського замку мав ранг полковника. Військо складалося з кінноти («золотих» гусарів, «срібних» панцерних, «легких» волохів і липок) і піхоти.
1651 року військо Острозького майорату брало участь у битві під Берестечком. 1683 року в обороні Відня.

### Акт Острозької ординації
Акт острозької ординації, який зберігається в Дрезденському архіві, було опубліковано відносно недавно; довгий час він ніколи не використовувався у працях. Це - реєстр гарнізону, військового і захисного озброєння та амуніції.  
Документ складено на чотирьох картах сіруватого кольору, формату А-4, поміщених у багатосторінковому акті. Підписаний він шефом Дубенського гарнізону, полковником Дортманом, який ймовірно, і є автором цього інвентарю (реєстру), на що вказує подібність стилю і почерку, підписів під рештою джерела.

## Острозькі ординати
- 1. Франциск на Острозі Заславський
- 2. Владислав Домінік на Острозі Заславський
- 3. Олександр Януш на Острозі Заславський
- 4. Теофіла Людвіка Заславська
- 5. Олександр Домінік Любомирський
- 6. Павло Карл Санґушко
- 7. Санґушко Януш Олександр